# Élections législatives de 1958 en Lot-et-Garonne
Les élections législatives françaises de 1958 se déroulent les 23 et 30 novembre 1958. Dans le département de Lot-et-Garonne, trois députés sont à élire dans le cadre de trois circonscriptions.

## Élus
| Circonscription | Député élu              | Parti | Parti |
| --------------- | ----------------------- | ----- | ----- |
| 1re             | Gabriel Lapeyrusse      |       | UNR   |
| 2e              | Joseph Turroques        |       | CNIP  |
| 3e              | Jacques Raphaël-Leygues |       | UNR   |

## Système électoral
Pour la première fois depuis 1936, les élections législatives ont lieu au scrutin uninominal majoritaire à deux tours dans des circonscriptions uninominales.
Est élu au premier tour le candidat qui réunit la majorité absolue des suffrages exprimés et un nombre de voix au moins égal au quart (25 %) des électeurs inscrits dans la circonscription. Si aucun des candidats ne satisfait ces conditions, un second tour est organisé entre les candidats ayant réuni un nombre de voix au moins égal à 5 % des suffrages exprimés. Au second tour, le candidat arrivé en tête est déclaré élu.
Le seuil de qualification, basé sur un pourcentage relativement faible des suffrages exprimés, tend à faciliter l'accès au second tour de plus de deux candidats. Les candidats en lice au second tour peuvent ainsi fréquemment être trois, un cas de figure appelé « triangulaire ». Lorsque quatre candidats s'affrontent au second tour, on parle de « quadrangulaire ».

## Résultats

### Résultats à l'échelle du département
| Parti          | Parti                                            | Premier tour | Premier tour | Second tour | Second tour | Sièges |
| Parti          | Parti                                            | Voix         | %            | Voix        | %           | Sièges |
| -------------- | ------------------------------------------------ | ------------ | ------------ | ----------- | ----------- | ------ |
|                | Union pour la nouvelle République                | 33 668       | 27,05        | 47 491      | 39,03       | 2      |
|                | Centre national des indépendants et paysans      | 14 048       | 11,28        | 24 838      | 20,41       | 1      |
|                | Modérés                                          | 707          | 0,57         |             |             | 0      |
|                | Droite parlementaire                             | 48 423       | 38,90        | 72 329      | 59,44       | 3      |
|                |                                                  |              |              |             |             |        |
|                | Parti communiste français                        | 27 276       | 21,91        | 34 036      | 27,97       | 0      |
|                | Parti républicain, radical et radical-socialiste | 19 872       | 15,96        | Retrait     | Retrait     | 0      |
|                | Centre républicain                               | 14 615       | 11,74        | 15 317      | 12,59       | 0      |
|                | Section française de l'Internationale ouvrière   | 8 191        | 6,58         | Retrait     | Retrait     | 0      |
|                | Union des forces démocratiques                   | 6 107        | 4,91         | Retrait     | Retrait     | 0      |
|                |                                                  |              |              |             |             |        |
| Inscrits       | Inscrits                                         | 165 712      | 100,00       | 165 622     | 100,00      | 3      |
| Abstentions    | Abstentions                                      | 37 853       | 22,84        | 39 325      | 23,74       |        |
| Votants        | Votants                                          | 127 859      | 77,16        | 126 297     | 76,26       |        |
| Blancs et nuls | Blancs et nuls                                   | 3 375        | 2,64         | 4 615       | 3,65        |        |
| Exprimés       | Exprimés                                         | 124 484      | 97,36        | 121 682     | 96,35       |        |

### Résultats par circonscription

#### Première circonscription (Agen - Nérac)
| Candidat       | Candidat               | Parti          | Premier tour | Premier tour | Second tour | Second tour |  |
| Candidat       | Candidat               | Parti          | Voix         | %            | Voix        | %           |  |
| -------------- | ---------------------- | -------------- | ------------ | ------------ | ----------- | ----------- |  |
|                | Gabriel Lapeyrusse élu | UNR            | 22 099       | 48,09        | 30 547      | 70,28       |  |
|                | Gérard Duprat          | PCF            | 10 285       | 22,38        | 12 917      | 29,72       |  |
|                | Henri Caillavet        | Radsoc         | 8 824        | 19,2         | Retrait     | Retrait     |  |
|                | Jean Castéras          | SFIO           | 3 310        | 7,2          | Retrait     | Retrait     |  |
|                | Hervé Valois           | UFD            | 1 432        | 3,12         |             |             |  |
|                |                        |                |              |              |             |             |  |
| Inscrits       | Inscrits               | Inscrits       | 61 918       | 100,00       | 61 869      | 100,00      |  |
| Abstentions    | Abstentions            | Abstentions    | 14 674       | 23,7         | 16 201      | 26,19       |  |
| Votants        | Votants                | Votants        | 47 244       | 76,3         | 45 668      | 73,81       |  |
| Blancs et nuls | Blancs et nuls         | Blancs et nuls | 1 294        | 2,74         | 2 204       | 4,83        |  |
| Exprimés       | Exprimés               | Exprimés       | 45 950       | 97,26        | 43 464      | 95,17       |  |

#### Deuxième circonscription (Marmande)
| Candidat       | Candidat             | Parti          | Premier tour | Premier tour | Second tour | Second tour |  |
| Candidat       | Candidat             | Parti          | Voix         | %            | Voix        | %           |  |
| -------------- | -------------------- | -------------- | ------------ | ------------ | ----------- | ----------- |  |
|                | Joseph Turroques élu | CNIP           | 14 048       | 35,75        | 24 838      | 64,01       |  |
|                | Hubert Ruffe         | PCF            | 10 888       | 27,71        | 13 966      | 35,99       |  |
|                | Yves Grassot         | CR             | 6 272        | 15,96        | Retrait     | Retrait     |  |
|                | Jean Boué            | Radsoc         | 3 733        | 9,5          | Retrait     | Retrait     |  |
|                | Jean Nénon           | SFIO           | 2 681        | 6,82         | Retrait     | Retrait     |  |
|                | Alix Guérin-Beck     | UFD            | 968          | 2,46         |             |             |  |
|                | Jean Baylac          | Modérés        | 707          | 1,8          |             |             |  |
|                |                      |                |              |              |             |             |  |
| Inscrits       | Inscrits             | Inscrits       | 51 962       | 100,00       | 51 942      | 100,00      |  |
| Abstentions    | Abstentions          | Abstentions    | 11 557       | 22,24        | 11 666      | 22,46       |  |
| Votants        | Votants              | Votants        | 40 405       | 77,76        | 40 276      | 77,54       |  |
| Blancs et nuls | Blancs et nuls       | Blancs et nuls | 1 108        | 2,74         | 1 472       | 3,65        |  |
| Exprimés       | Exprimés             | Exprimés       | 39 297       | 97,26        | 38 804      | 96,35       |  |

#### Troisième circonscription (Villeneuve-sur-Lot)
| Candidat       | Candidat                    | Parti          | Premier tour | Premier tour | Second tour | Second tour |  |
| Candidat       | Candidat                    | Parti          | Voix         | %            | Voix        | %           |  |
| -------------- | --------------------------- | -------------- | ------------ | ------------ | ----------- | ----------- |  |
|                | Jacques Raphaël-Leygues élu | UNR            | 11 569       | 29,48        | 16 944      | 42,99       |  |
|                | Jean Cosse-Manière          | CR             | 8 343        | 21,26        | 15 317      | 38,86       |  |
|                | Édouard Schloesing          | Radsoc         | 7 315        | 18,64        | Retrait     | Retrait     |  |
|                | Gilbert Venaud              | PCF            | 6 103        | 15,55        | 7 153       | 18,15       |  |
|                | Paul Escande                | UFD            | 3 707        | 9,45         | Retrait     | Retrait     |  |
|                | Didier Bergon               | SFIO           | 2 200        | 5,61         | Retrait     | Retrait     |  |
|                |                             |                |              |              |             |             |  |
| Inscrits       | Inscrits                    | Inscrits       | 51 832       | 100,00       | 51 811      | 100,00      |  |
| Abstentions    | Abstentions                 | Abstentions    | 11 622       | 22,42        | 11 458      | 22,11       |  |
| Votants        | Votants                     | Votants        | 40 210       | 77,58        | 40 353      | 77,89       |  |
| Blancs et nuls | Blancs et nuls              | Blancs et nuls | 973          | 2,42         | 939         | 2,33        |  |
| Exprimés       | Exprimés                    | Exprimés       | 39 237       | 97,58        | 39 414      | 97,67       |  |